# 見合
见合，围棋中的常见术语，其意义为一种黑白双方各有相同数量的大场的状态。例如，场面上有甲乙两个大场，若黑棋占了甲点，白棋即可下乙点，反之亦然。
见合在实战中需要相应的判断，并不是一意孤行的脱先去抢占大场。